# Crispiano
Crispiano község (comune) Olaszország Puglia régiójában, Taranto megyében.

## Fekvése
Taranto városától 16 km-re északra fekszik, a Murgia dombos vidékén. 

## Története
A település eredete az ókorra vezethető vissza és a régészeti leletek alapján valószínűleg a messzápok alapították. A középkorban a Tarantói Hercegséghez tartozott. A 11. századtól a 14. századig az Altavilla nemesi család birtokolta, majd az Antoglietták. Önálló községgé (Statte részeként) a 19. század elején vált, amikor a Nápolyi Királyságban felszámolták a feudalizmust. Stattétől 1881-ben vált szét.

## Népessége
A népesség számának alakulása:

## Főbb látnivalói
- Madonna delle Neve barokk templom
- San Francesco-templom
- San Simone-templom leccei barokk stílusban
- A Chiesa Vecchia romjai (a város első katedrálisa volt)